# Абраха, Тесфайе
Тесфайе Абраха (англ. Tesfay Abraha, род. 3 октября 1990, Асмэра, Эритрея) — эритрейский шоссейный велогонщик.

## Карьера
Тесфай Абраха начал заниматься велоспортом в 2006 году с мечтой стать профессионалом.
В 2011 стал вторым на чемпионате Африки в групповой гонке.
Перед началом сезона 2012 году подписал контракт с южноафриканской командой MTN-Qhubeka, который не был продлён по окончании сезона.
Выступил на таких гонках как Тур Эритреи, Тропикале Амисса Бонго, Тур Лангкави, Волта Португалии.

## Достижения
2010
5-й этап на Тур Эритреи
2011
 Чемпионат Африки — групповая гонка
2-й на Тур Эритреи
2013
Фенкил Норд Ред Сиа
2-й этап на Тур Эритреи

## Рейтинги
| Год                 | 2010  | 2011 | 2012 | 2013 |
| ------------------- | ----- | ---- | ---- | ---- |
| Африканский тур UCI | 105-й | -    | 17-й | 28-й |
|                     |       |      |      |      |
| Источник: UCI       |       |      |      |      |